# Port de Badalona
El port de Badalona és un complex portuari pesquer i esportiu de Badalona, situat entre el barri de La Mora i Gorg. Una zona del front marítim badaloní que, encara avui, es troba dins de projectes de grans transformacions que, amb els anys, han anat substituint les velles fàbriques per a donar pas a aquest espai portuari i també residencial a primera línia de mar.

## Història

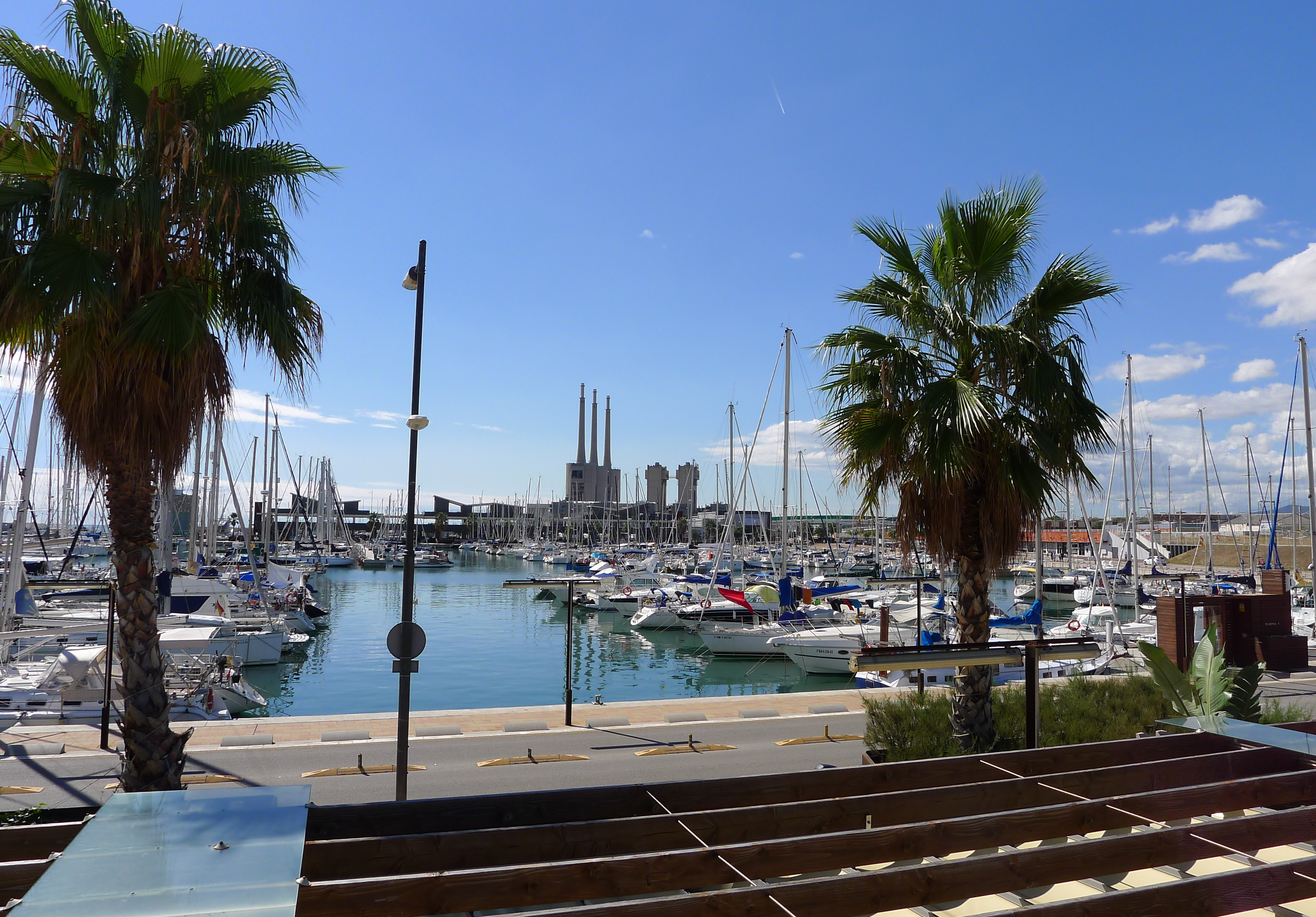
Vista del port, amb les tres xemeneies de la FECSA de fons.

La construcció del port era un vell projecte de la ciutat, que es va anar demorant en el temps fins que s'aprovà el Pla especial façana marítima de Badalona de 1986, que tenia com a principal objectiu la reconciliació de la ciutat amb el mar; encara que les obres són molt més recents. L'obra urbanística abraça una àrea de 2 quilòmetres de costa entre els barris del Progrés i la Mora, a més de l'àrea del Gorg, i va ser dissenyada per l'arquitecte Manuel de Solà-Morales i per l'enginyer Josep Gómez Ordoñez. El primer projecte aprovat es remunta a l'any 1974, sota l'alcaldia de Felipe Antoja, amb un pressupost de més de 374 milions de pessetes, i que havia d'ocupar més de 125.000 metres quadrats.
La zona havia estat seu de grans fàbriques contaminants com la Cros o la Bòrax, que concebien l'espai com un abocador. Amb la seva marxa, havien deixat el litoral badaloní totalment contaminat, sent considerat com un dels quinze espais costaners catalans més amenaçats segons un informe de Greenpeace. Aquest fet provocà demores en la realització del projecte perquè s'havien de dur a terme les actuacions pertinents en matèria de neteja del sòl, en què l'Ajuntament intentà que Ercros assumís part dels costos. L'acció no donà resultats i el cost del pressupost del projecte va augmentar.
El port es va construir en dues fases, la primera a partir dels dic d'abric existents, el contradic i el moll nord. També s'iniciaren les obres del moll de capitania i el pesquer, a més d'ultimar-se el desviament del col·lector de Llevant, on van a parar totes les canalitzacions de la ciutat vers la depuradora del Besòs. La segona fase consistí en el dragament de la sorra per a construir la dàrsena.
L'agost de 2005, el port estava totalment acabat i només quedaven algunes obres de menor importància a l'interior del recinte, tot i les grans mancances a la part pesquera: no hi havia ni la llotja ni la fàbrica del gel, fet denunciat per la Confradia de Pescadors de Badalona. Tanmateix, l'accés a la infraestructura convertí el carrer d'Eduard Maristany, en un primer moment, en una espècie de peatge per a aquells que volien creuar vers Sant Adrià o vers el centre de Badalona, fins que es trobà una solució al problema, establint-lo com a zona de pas de franc.
Actualment, el port consta d'una part esportiva, amb 617 amarradors per a naus d'aquest tipus que tinguin d'uns 8 a uns 30 metres d'eslora, i d'una zona pesquera, amb la llotja i la fàbrica de gel, amb capacitat per a 111 embarcacions pesqueres.
L'any 2022 va finalitzar la construcció de l'Hotel Marina Badalona, del grupo Sallés Hotels, un hotel de quatre estrelles i que disposa de 181 habitacions distribuïdes en 14 plantes.

## Futur
La construcció de l'hotel, finalitzada el 2022, ha de permetre la construcció d'un viaducte per al pas de les vies del tren que travessen el sector, cosa que farà possible la connexió definitiva de l'àrea residencial de la façana marítima amb la resta de la ciutat. També permetran la construcció d'una marina interior, o canal, en què els molls seran la continuïtat de l'espai públic del Parc de Mar. Alhora es podrà executar la urbanització de la rotonda del carrer de Ponent a la confluència del carrer d'Eduard Maristany, creant així un segon accés al Port a la banda de llevant.

## Activitats
Més enllà de la pesca o la navegació esportiva, Marina Badalona, la societat que gestiona el port, i els propietaris dels establiments dels edificis annexos han intentat promocionar el port tant a davant de la ciutadania de Badalona com de portes enfora.
Entre les activitats hi ha el Festival de Mar, una fira nàutica, celebrada per primera vegada el maig de 2013. També s'hi han dut a terme activitats en diferents àmbits com el de la cultura, amb diferents obres d'òpera, dansa clàssica, flamenc i altres danses tradicionals, o la gastronomia, intentant potenciar els establiments de restauració del mateix port.